# Borgo Santa Lucia

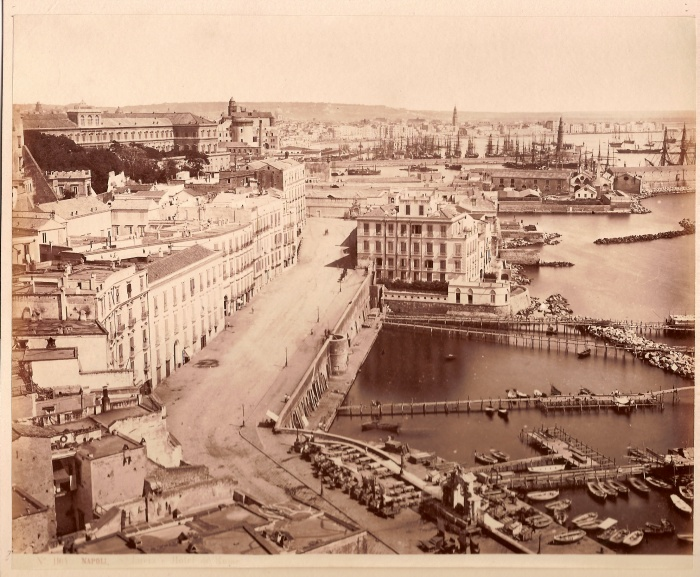
La calle Santa Lucia en 1865 (Foto de Giorgio Sommer).

Borgo Santa Lucia (o, más simplemente, Santa Lucia) es un rione histórico de Nápoles, que se levanta alrededor de la calle del mismo nombre que lo tomó del santuario-parroquia Santa Lucia a Mare, cuya presencia está atestiguada desde el siglo IX (aunque existen leyendas que afirman que fue fundada por la nieta de Constantino I).[cita requerida]

## Territorio
El territorio del barrio se corresponde con el que tradicionalmente ha sido administrado por la parroquia. Se prolonga por las calles Santa Lucia y Orsini con las que las atraviesan, el islote de Megaride con el Borgo Marinari y el Castel dell'Ovo, además de la Piazza della Vittoria por la calle Chiatamone y por una parte de la Partenope, al menos hasta la sede del periódico Il Mattino. Hacia el otro lado, comprende el Palacio Real de Nápoles, el Molosiglio y la calle Cesario Console, antiguamente conocida como Rua dei Provenzali (y el barrio como Porto dei Provenzali). Incluye además el llamado Pallonetto di Santa Lucia, que está en la pendiente del Monte Echia y se prolonga hasta el Monte di Dio. Por el mar, pertenece al barrio el muelle del mismo nombre, encerrado entre los puertos de Molosiglio y del Borgo Marinari.

## Historia
La historia de Santa Lucia se identifica con la historia de Nápoles, desde el desembarco de los colonos griegos provenientes de Cuma, que decidieron fundar allí el pequeño emporio portuario de Falero, desde el que más tarde nació -entre la playa, la isla de Megáride y la colina de Pizzofalcone- la πόλις Parténope (como la homónima sirena), conocida luego como Palépolis (es decir, “ciudad vieja”).
En época romana preimperial, aquí se transfirió el general romano Lucio Licinio Lúculo, que comenzó su imponente villa, conocida como Oppidum Lucullianum, donde luego terminó sus días el último emperador romano, Rómulo Augústulo
Durante el imperio la zona se hizo célebre por estar cerca de las grutas donde se tenían los ritos mágicos y en las que Petronio ambientó algunos pasajes del Satiricón, mientras que en el Medioevo cayó profundamente y la villa de Lúculo se convirtió en un monasterio de los basilianos que luego gestionó la Iglesia.

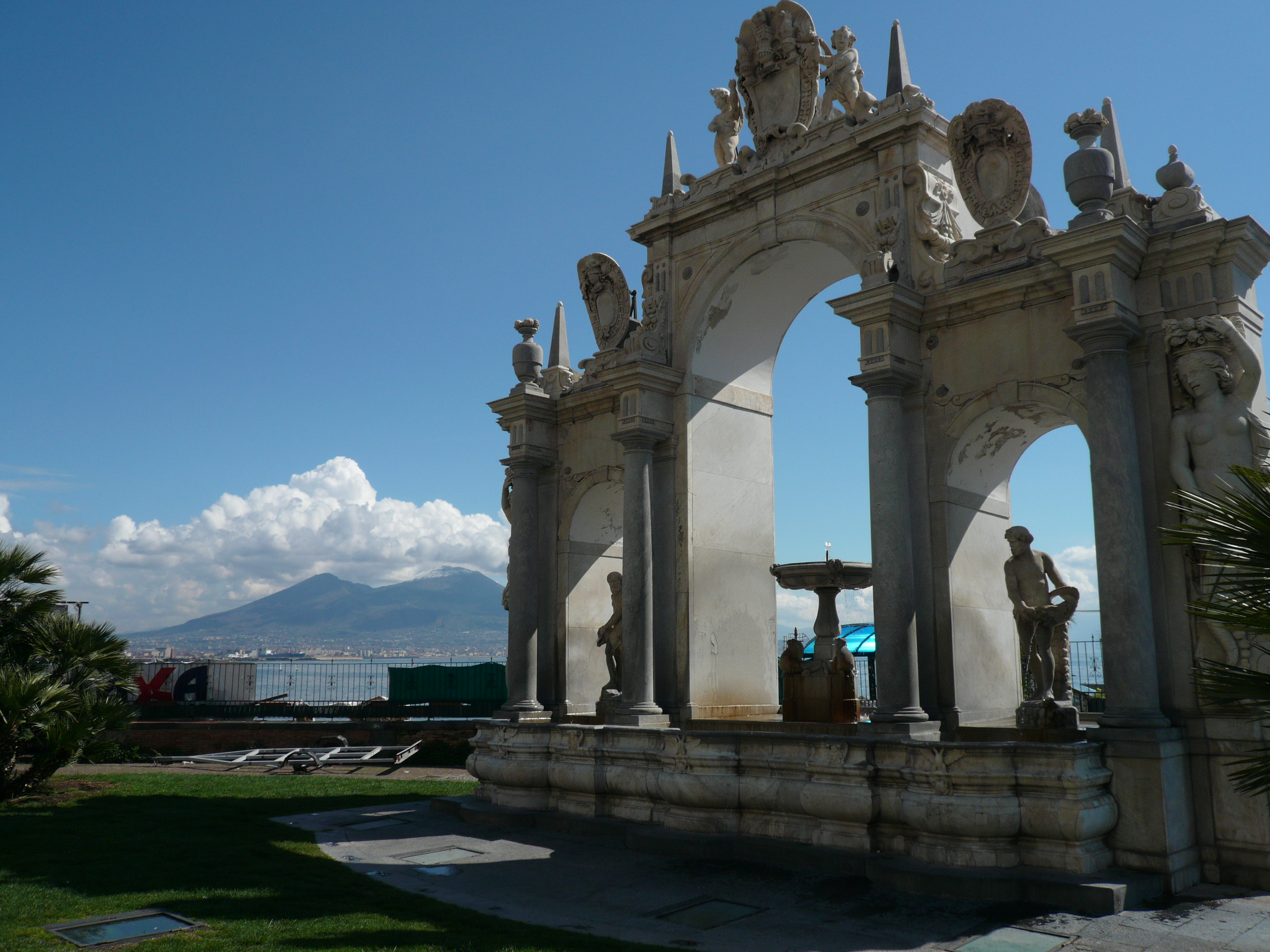
Fontana del Gigante en el Borgo di Santa Lucia.

En época normanda, el monasterio fue transformado completamente llegando a convertirse en una fortaleza desde donde se vigilaba el golfo. Luego fue dada en concesión a los provenzales, conciudadanos de los reyes, y creció en importancia militar y comercial.
Los virreyes españoles, entre el año 1600 y 1700, tuvieron en especial consideración el lugar y decidieron embellecerlo con numerosas obras, entre las cuales la encargada en 1599 a Domenico Fontana que transformó un barrio de pescadores y comerciantes en uno de los sitios más prestigiosos de la época. Al llegar los Borbones, los habitantes les sirvieron como artesanos.
La localidad fue meta de turismo organizado por el llamado grand tour, y en el curso del siglo XVIII los príncipes de Francavilla construyeron allí un casino entre el mar y la calla Chiatamone, donde se hospedaron personas famosas como Giacomo Casanova y que luego pasó a ser propiedad real y finalmente de Alejandro Dumas.
En la zona también vivió y murió en el exilio, Clotilde de Francia, reina de Cerdeña y hermana de los últimos reyes de Francia. También Francesco Caracciolo, mártir de la República Partenopea, quien fue enterrado en la Iglesia de Santa Maria della Catena.
En 1845 el nivel del mar subió de manera considerable y provocó el enterramiento del taller del santuario. 
Después de la unificación de Italia también el barrio, al igual que el resto de la ciudad, sufrió grandes transformaciones. Los cambios, queridos por los nuevos administradores, generó conflictos con los intelectuales del lugar, que afirmaban que lo más propio del lugar se perdería. Los periódicos enfatizaron estos juicios provocando la llegada de numerosos pintores y fotógrafos que intentaron mantener al menos imágenes del estado anterior. Aun así, la intervención acentuó todavía más el carácter turístico y residencial del área. 
En 1943 las dos iglesias del barrio fueron destruidas por los bombardeos aliados. Una de ellas fue reconstruida, a partir del modelo de la del siglo XIX tras la guerra.

## Curiosidades
La poesía del lugar ha inspirado también dos de las más famosas canciones napolitanas: Santa Lucía (compuesta por Teodoro Cottrau) y Santa Lucia luntana, símbolo de los emigrados napolitanos que partían a América y que daban su último adiós mientras zarpaban.
- Datos: Q179714
- Multimedia: Borgo Santa Lucia / Q179714